# 別府村 (山口県)
別府村（べっぷそん）は、山口県美祢郡にあった村。現在の美祢市秋芳町別府にあたる。

## 地理
- 山岳 ： 龍護峰、弥山、三ヶ台、城山、花尾山
- 河川 ： 厚東川

## 歴史
- 1889年（明治22年）4月1日 - 町村制の施行により、近世以来の嘉万下郷村が改称のうえ単独で自治体を形成。
- 1955年（昭和30年）4月1日 - 秋吉村・岩永村・共和村と合併して秋芳町が発足。同日別府村廃止。